# Катастрофа Ли-2 в Вильнюсе
Катастрофа Ли-2 в Вильнюсе — авиационная катастрофа грузопассажирского самолёта ПС-84 (Ли-2П) Литовской авиагруппы (Аэрофлот), произошедшая в четверг 17 декабря 1959 года на окраине Вильнюса, при этом погиб один человек.

## Самолёт
ПС-84 (обозначается также как Ли-2П) с заводским номером 18431507 и серийным 315-07 был выпущен Ташкентским авиационным заводом в октябре 1948 года. Получив регистрационный номер СССР-Л4587, лайнер поступил в 43-ю (Вильнюсскую) авиационную эскадрилью Литовской отдельной авиагруппы гражданского воздушного флота. В 1959 году, незадолго до происшествия, самолёт прошёл перерегистрацию, в результате которой бортовой номер сменился на CCCP-84587. Общая наработка борта 84587 составляла 13 210 часов.

## Экипаж
- Командир воздушного судна — Паутов Борис Семенович
- Второй пилот — Урбанович Игорь Иванович
- Штурман — Бабанаков Николай Иванович
- Бортмеханик — Шубадеров Олег Иванович
- Бортрадист — Гагаров Славий Георгиевич

## Катастрофа
Самолёт выполнял рейс 345 из Вильнюса в Ленинград с промежуточной посадкой в Риге. На борт загрузили медицинские препараты в виде порошков, упакованных в стеклянные бутыли в обрешётке, капроновую крошку, упакованную в мешки, и радиолампы, упакованные в коробки. Груз разместили в переднем и заднем багажниках, а также в салоне; общий вес его составлял 1106 кг. Помимо этого, на борту находились и 4 пассажира (вероятно, сопровождающие груз). В это время стояла безветренная погода, переменная облачность, а видимость достигала 4 километров.
В 09:54 МСК с 4 пассажирами и 5 членами экипажа на борту рейс 345 под управлением командира Паутова начал взлёт в северном направлении с курсом 347°. Пробежав по полосе 680 метров, лайнер на скорости всего 115 км/ч поднялся в воздух, после чего сразу вблизи земли перешёл в крутой правый крен. Чудом не врезавшись в полосу в этом крене, экипаж попытался выровнять машину, но вместо этого перевёл её в более крутой левый крен. Отклонившись влево от оси полосы на 26°, рейс 345 коснулся снега левой стойкой основного шасси, после чего пролетел 260 метров до границы аэродрома, где вновь ударился о землю сперва хвостовым колесом, а после и левой стойкой шасси. Лайнер взмыл вверх и пролетел ещё 240 метров, но так как скорость уже была потеряна, то машина опять опустилась на грунт, а затем врезалась в бугор, перелетев который рухнула в овраг. Сбив попутно два столба, самолёт развернуло вправо почти под прямым углом к полосе, после чего он загорелся. Весь «полёт» от точки взлёта до места катастрофы составил 1400 метров.
В результате происшествия погиб бортрадист Гагаров, а остальные члены экипажа были ранены (командир и бортмеханик — тяжело; второй пилот и штурман — легко). Пассажиры не пострадали.

## Причины
В ходе расследования комиссия установила, что хвостовое колесо в момент взлёта не было законтрено (зафиксировано), тогда как в остальном самолёт был технически исправен. Двигатели же на протяжении всего времени работали на максимальном (взлётном) режиме. Что до взлётного веса, то он на 79 кг превышал максимально допустимый. Незафиксированное хвостовое колесо и перегруз лайнера, конечно, затрудняли взлёт, но вовсе не они привели к катастрофе. Причиной же происшествия была названа ошибка командира экипажа Паутова, который грубо нарушил методику взлёта на самолёте Ли-2. Отрыв от земли произошёл на относительно небольшой скорости, в результате чего машина вышла на критические углы атаки и вышла из-под контроля, входя в крутые крены то вправо, то влево. Когда лайнер уклонился влево и зацепил землю, то командир не стал прекращать взлёт, вместо этого круто потянув штурвал на себя, чтобы оторваться от земли, но тем самым вывел свой самолёт на ещё больший угол атаки. В результате борт 84587 быстро потерял поступательную скорость и рухнул на землю.
Изучив биографию Бориса Паутова, следователи обнаружили, что ещё в 1943 году, в период Второй Мировой войны, он попал под суд военного трибунала, который приговорил его к трём месяцам службы в штрафной роте. Поступая уже в гражданскую авиацию, Паутов скрыл этот неприятный факт, а работая гражданским лётчиком, он вплоть до 1957 года характеризовался отрицательно и часто пьянствовал. Однако, что интересно, командир авиагруппы не стал увольнять такого нерадивого работника, вместо этого продвигая его по службе, а в 1954 году даже повысил Паутова до должности командира самолёта.